# Файзобод (Раштский район)
Файзобод (тадж. Файзобод) — село в Раштском районе Таджикистана. Входит в состав сельской общины (джамоата) Хоит. Расстояние от села до центра района (пгт Гарм) — 46 км, до центра джамоата (село Хоит) — 18 км. Население — 125 человек (2017 г.), таджики. Население в основном занято сельским хозяйством.